# Episodi di Medici in corsia (settima stagione)
La settima stagione della serie televisiva Medici in corsia è stata trasmessa in anteprima in Germania da Das Erste tra il 27 maggio 2021 e il 2 giugno 2022.
| nº | Titolo originale     | Titolo italiano | Prima TV Germania | Prima TV Italia |
| -- | -------------------- | --------------- | ----------------- | --------------- |
| 1  | Überreaktion         | inedito         | 27 maggio 2021    | inedito         |
| 2  | Kleine Veränderungen | inedito         | 3 giugno 2021     | inedito         |
| 3  | Falschmeldungen      | inedito         | 10 giugno 2021    | inedito         |
| 4  | Wieder da            | inedito         | 12 agosto 2021    | inedito         |
| 5  | Schuld               | inedito         | 19 agosto 2021    | inedito         |
| 6  | Vertrauensverlust    | inedito         | 26 agosto 2021    | inedito         |
| 7  | Konsequenz           | inedito         | 2 settembre 2021  | inedito         |
| 8  | Freundschaftsehe     | inedito         | 9 settembre 2021  | inedito         |
| 9  | Kampf ohne Sieger    | inedito         | 16 settembre 2021 | inedito         |
| 10 | Freigeschwommen      | inedito         | 23 settembre 2021 | inedito         |
| 11 | Vergissmeinnicht     | inedito         | 30 settembre 2021 | inedito         |
| 12 | Aufatmen             | inedito         | 7 ottobre 2021    | inedito         |
| 13 | Unterschätzt         | inedito         | 14 ottobre 2021   | inedito         |
| 14 | Am Rand              | inedito         | 21 ottobre 2021   | inedito         |
| 15 | Zusammenhalt         | inedito         | 28 ottobre 2021   | inedito         |
| 16 | Kampfgeist           | inedito         | 4 novembre 2021   | inedito         |
| 17 | Leidenschaften       | inedito         | 11 novembre 2021  | inedito         |
| 18 | Ausgenutzt           | inedito         | 18 novembre 2021  | inedito         |
| 19 | Bleib dir treu       | inedito         | 25 novembre 2021  | inedito         |
| 20 | Ausgleich            | inedito         | 2 dicembre 2021   | inedito         |
| 21 | Doppelte Gefahr      | inedito         | 9 dicembre 2021   | inedito         |
| 22 | Gegenspieler         | inedito         | 16 dicembre 2021  | inedito         |
| 23 | Durchhalten          | inedito         | 23 dicembre 2021  | inedito         |
| 24 | Glückstag            | inedito         | 30 dicembre 2021  | inedito         |
| 25 | Jetzt oder nie       | inedito         | 13 gennaio 2022   | inedito         |
| 26 | Mutterliebe          | inedito         | 27 gennaio 2022   | inedito         |
| 27 | Orientierungslos     | inedito         | 3 febbraio 2022   | inedito         |
| 28 | Verantwortung        | inedito         | 10 febbraio 2022  | inedito         |
| 29 | Angst                | inedito         | 17 febbraio 2022  | inedito         |
| 30 | Überwindung          | inedito         | 3 marzo 2022      | inedito         |
| 31 | Helfen               | inedito         | 10 marzo 2022     | inedito         |
| 32 | Selbsterkenntnis     | inedito         | 17 marzo 2022     | inedito         |
| 33 | Fremdbestimmt        | inedito         | 24 marzo 2022     | inedito         |
| 34 | Versöhnung           | inedito         | 31 marzo 2022     | inedito         |
| 35 | Tabu                 | inedito         | 7 aprile 2022     | inedito         |
| 36 | Falsche Hoffnung     | inedito         | 14 aprile 2022    | inedito         |
| 37 | Erwachsen            | inedito         | 21 aprile 2022    | inedito         |
| 38 | Flucht               | inedito         | 28 aprile 2022    | inedito         |
| 39 | Beziehungsweise      | inedito         | 5 maggio 2022     | inedito         |
| 40 | Impuls               | inedito         | 12 maggio 2022    | inedito         |
| 41 | Akzeptanz            | inedito         | 19 maggio 2022    | inedito         |
| 42 | Freundschaft         | inedito         | 2 giugno 2022     | inedito         |